# Йемен на летних Олимпийских играх 2000
Йемен принимал участие в Летних Олимпийских играх 2000 года в Сиднее (Австралия) в третий раз за свою историю, но не завоевал ни одной медали. Сборную страны представляли 1 мужчина и 1 женщина, принимавшие участие в состязаниях легкоатлетов.

## Лёгкая атлетика
Спортсменов — 2
Мужчины
| Спортсмен        | Вид  | Забег     | Забег | Четвертьфинал | Четвертьфинал | Полуфинал | Полуфинал | Финал     | Финал     |
| Спортсмен        | Вид  | Результат | Место | Результат     | Место         | Результат | Место     | Результат | Место     |
| ---------------- | ---- | --------- | ----- | ------------- | ------------- | --------- | --------- | --------- | --------- |
| Башир Аль-Хевани | 400м | 49,72     | 8     | Не прошёл     | Не прошёл     | Не прошёл | Не прошёл | Не прошёл | Не прошёл |

Женщины
| Спортсмен      | Вид  | Забег     | Забег | Четвертьфинал | Четвертьфинал | Полуфинал | Полуфинал | Финал     | Финал     |
| Спортсмен      | Вид  | Результат | Место | Результат     | Место         | Результат | Место     | Результат | Место     |
| -------------- | ---- | --------- | ----- | ------------- | ------------- | --------- | --------- | --------- | --------- |
| Хана Али Салех | 200м | 30,36     | 8     | Не прошла     | Не прошла     | Не прошла | Не прошла | Не прошла | Не прошла |